# Guignon (Fluss)
Der Guignon ist ein Fluss in Frankreich, der im Département Nièvre in der Region Bourgogne-Franche-Comté verläuft. Er entspringt im Waldgebiet Forêt de la Gravelle, im Regionalen Naturpark Morvan, auf dem Gebiet der Gemeinde Saint-Léger-de-Fougeret. Der Fluss entwässert zunächst in nordwestlicher Richtung, schwenkt dann auf Südwest und mündet nach rund 26 Kilometern beim Ort Panneçot, im Gemeindegebiet von Limanton, als linker Nebenfluss in den Aron und in den parallel verlaufenden Canal du Nivernais.

## Orte am Fluss
- Sermages
- Moulins-Engilbert
- Panneçot, Gemeinde Limanton

## Sehenswürdigkeiten
- Schloss von Saint-Léger-de-Fougeret (16./17. Jahrhundert)
- in Moulins-Engilbert (Monuments Historique): 
  - Die Ruine der Burg Moulins-Engilbert (13./14. Jahrhundert)
  - Die Kirche Saint Jean-Baptiste (14.–16. Jahrhundert)
  - Eine Kirche aus dem 15./16. Jahrhundert
  - Die Prieuré de Commagny (12. Jahrhundert)